# Franz Csandl
Franz Csandl (* 24. September 1948; † 1. August 2023) war ein österreichischer Boxer.

## Amateurkarriere
Franz Csandl boxte für den BC Wien und wurde von Walter Kedzierski trainiert. Er wurde 1971 und 1972 Österreichischer Meister im Halbmittelgewicht und nahm im Juni 1971 an der 19. Europameisterschaft in Madrid teil, unterlag dort jedoch bereits im ersten Kampf dem Polen und späteren Bronzemedaillengewinner Wiesław Rudkowski.
Csandl nahm auch noch an den 20. Olympischen Sommerspielen 1972 in München teil, wo er bereits im ersten Kampf auf den Weltmeister von 1974 aus Kuba, Rolando Garbey traf und diesem nach Punkten unterlag.

## Profikarriere
Im Oktober 1972 begann er seine Profikarriere und gewann seinen ersten Kampf durch K. o. in der ersten Runde gegen den Deutschen Hans Michel. In seinen ersten elf Kämpfen, die er alle gewinnen konnte, siegte er auch gegen den ehemaligen WM-Herausforderer Matt Donovan, den ehemaligen EM-Herausforderer Jean Baptiste Rolland und dreimal gegen den Deutschen Gunter Valtinke.
1974 folgten Siege gegen den Italienischen Meister Domenico Tiberia, den späteren Afrikanischen Meister und WM-Herausforderer Mimoun Mohatar, den französischen Meister Francis Vermandere und den Deutschen Meister Randolph Hombach. Im August 1974 bezwang er den erfahrenen Amerikaner Manuel González, der bereits dreimal um einen WM-Gürtel geboxt hatte. Csandl hatte somit die Spitze der Europarangliste erreicht und erhielt eine Titelchance im Halbmittelgewicht.
Am 7. Januar 1975 traf er in der Wiener Stadthalle auf den spanischen Titelträger José Manuel Durán (53 Siege – 3 Niederlagen), der im November 1974 die Boxkarriere des letzten österreichischen Europameisters Hans Orsolics durch einen K. o. beendet hatte. Der sehr hart geführte Kampf ging über die vollen 15 Runden, wobei Csandl in der 14. Runde auch zu Boden ging und am Ende nach Punkten verlor. Manager Willi Zeller sorgte nach dem Kampf für einen kleinen Eklat, als er einfach den Lorbeerkranz des Siegers nahm und ihn seinem Schützling Franz Csandl umhängte.
Franz Csandl schaffte es jedoch sich an die Spitze zurückzukämpfen; Schon in seinem nächsten Kampf besiegte er den ehemaligen Nordamerikanischen Meister Denny Moyer, der anschließend seine Karriere beendete. Am 31. Mai 1975 besiegte er zudem den US-amerikanischen Ex-Weltmeister Eddie Perkins, der daraufhin ebenfalls vom aktiven Boxen zurücktrat.
Am 4. November 1975 erhielt er in der Wiener Stadthalle erneut die Chance auf den Europameistertitel der EBU im Halbmittelgewicht gegen den Deutschen Eckhard Dagge. Bei der offiziellen Abwaage am Kampftag, hatte Csandl zudem einen Rekord vor einem Meisterschaftskampf im Boxsport aufgestellt; Der untersuchende Arzt stellte bei Csandl einen Puls von lediglich 40 Schlägen in der Minute fest, der bisherige Rekord lag bei 48. Im anschließenden Kampf gegen Dagge, konnte Csandl die Distanz zum Deutschen nicht überbrücken, erlitt schon in der zweiten Runde eine Augenverletzung und verlor in der siebenten Runde vorzeitig.
Nach fast fünfmonatiger Ringpause konnte er zwar den Amerikaner Gene Wells durch K. o. besiegen, verlor jedoch am 18. Juni 1976 nach Punkten gegen Clement Tshinza und beendete anschließend seine Karriere.